# Tyshawn Taylor
Tyshawn Jamar Taylor (Hoboken, 12 aprile 1990) è un ex cestista statunitense.

## Carriera
È stato selezionato dai Portland Trail Blazers al secondo giro del Draft NBA 2012 (41ª scelta assoluta).
Ha vinto la medaglia d'oro al Campionato mondiale maschile di pallacanestro Under-19 2009 disputato a Auckland.

## Statistiche

### College
| Anno      | Squadra         | PG  | PT  | MP   | TC%  | 3P%  | TL%  | RP  | AP  | PRP | SP  | PP   |
| --------- | --------------- | --- | --- | ---- | ---- | ---- | ---- | --- | --- | --- | --- | ---- |
| 2008-2009 | Kansas Jayhawks | 35  | 33  | 26,5 | 50,6 | 36,4 | 72,4 | 2,2 | 3,0 | 1,1 | 0,2 | 9,7  |
| 2009-2010 | Kansas Jayhawks | 36  | 25  | 23,1 | 43,8 | 33,9 | 71,6 | 2,4 | 3,4 | 1,3 | 0,2 | 7,2  |
| 2010-2011 | Kansas Jayhawks | 36  | 30  | 27,1 | 47,9 | 38,0 | 71,9 | 1,9 | 4,6 | 1,0 | 0,3 | 9,3  |
| 2011-2012 | Kansas Jayhawks | 39  | 38  | 33,4 | 47,7 | 38,2 | 68,8 | 2,3 | 4,8 | 1,3 | 0,2 | 16,6 |
| Carriera  | Carriera        | 146 | 126 | 27,7 | 47,7 | 37,0 | 70,8 | 2,2 | 3,9 | 1,2 | 0,2 | 10,8 |

## Palmarès
- NCAA AP All-America Third Team (2012)